# Coggeria naufragus
Coggeria naufragus is een hagedis uit de familie skinken (Scincidae).

## Naam en indeling
De wetenschappelijke naam van de hagedis werd voor het eerst voorgesteld door Patrick J. Couper, Jeanette Covacevich, S. P. Marsterson en Glenn Michael Shea in 1996. Het is de enige soort uit het monotypische geslacht Coggeria.
De wetenschappelijke geslachtsnaam Coggeria is een eerbetoon aan de Australische herpetoloog Harold Cogger, die veel onderzoek deed naar Australische reptielen. De soortaanduiding naufragus is Latijn voor 'schipbreukeling'.

## Uiterlijke kenmerken
De skink kan een lichaamslengte bereiken van 12,7 centimeter exclusief de staart. De lichaamskleur is bruin, de buikzijde is lichter tot wit. De schubben zijn glad en glanzend. De pootjes zijn zeer klein en zijn gereduceerd. De voorpoten hebben drie vingers en de achterpoten drie tenen.
De kop is duidelijk te onderscheiden van het lichaam. De oogleden zijn beweeglijk en hebben geen doorzichtig venster in het midden. De gehooropeningen zijn klein en verborgen. De snuitpunt is schoffelachtig afgeplat.

## Verspreiding en habitat
De skink komt endemisch voor in Australiëin de staat Queensland, alleen op Fraser Island.
De habitat bestaat uit zanderige streken waar de hagedis kan graven. De soort komt zowel in bossen als heidegebieden voor. Hier worden vrij diepe holen gegraven, bij het zoeken naar prooien komt het dier bovengronds.
Door de internationale natuurbeschermingsorganisatie IUCN is de beschermingsstatus 'veilig' toegewezen (Least Concern of LC).